# Abbey Wood

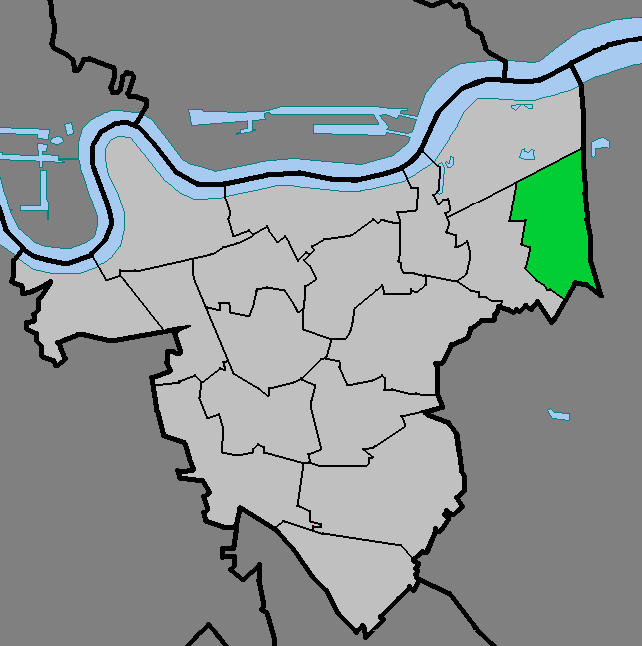
El barrio de Abbey Wood (verde) dentro del Royal Borough of Greenwich (gris claro)

Abbey Wood es un barrio en el sureste de Londres, Inglaterra, a ambos lados de la frontera entre el distrito real de Greenwich y el distrito londinense de Bexley. Se encuentra 10,6 millas (17 km) al este de Charing Cross. Según el censo de 2021, Abbey Wood tiene una población de 17.700 (redondeado a la centena más cercana). 

## Toponimia
La zona toma su nombre del bosque de la abadía de Lesnes, situado al este, que perteneció a los monjes de la abadía de Lesnes. 

## Desarrollo
La Abadía de Santa María y Santo Tomás Mártir en Lesnes (o Abadía de Lesnes) fue fundada en 1178 por Richard de Luci, Jefe de Justicia de Inglaterra. El abad de la abadía de Lesnes fue un importante terrateniente local y participó de manera destacada en el drenaje de las marismas. Sin embargo, esto y el costo de mantener los diques de los ríos fue una de las razones dadas para las dificultades financieras crónicas de la Abadía. Nunca llegó a ser una comunidad grande y fue cerrada por el cardenal Wolsey en 1525, bajo una licencia para suprimir monasterios de menos de siete reclusos. Fue uno de los primeros monasterios que se cerró después de la Disolución de los Monasterios en 1524, y todos los edificios monásticos fueron derribados, excepto el Alojamiento del Abad. Henry Cooke adquirió el sitio en 1541 y finalmente pasó a manos de Sir John Hippersley, quien rescató los materiales de construcción, antes de vender la propiedad a Thomas Hawes de Londres en 1632. Luego fue legado al Christ's Hospital en 1633.

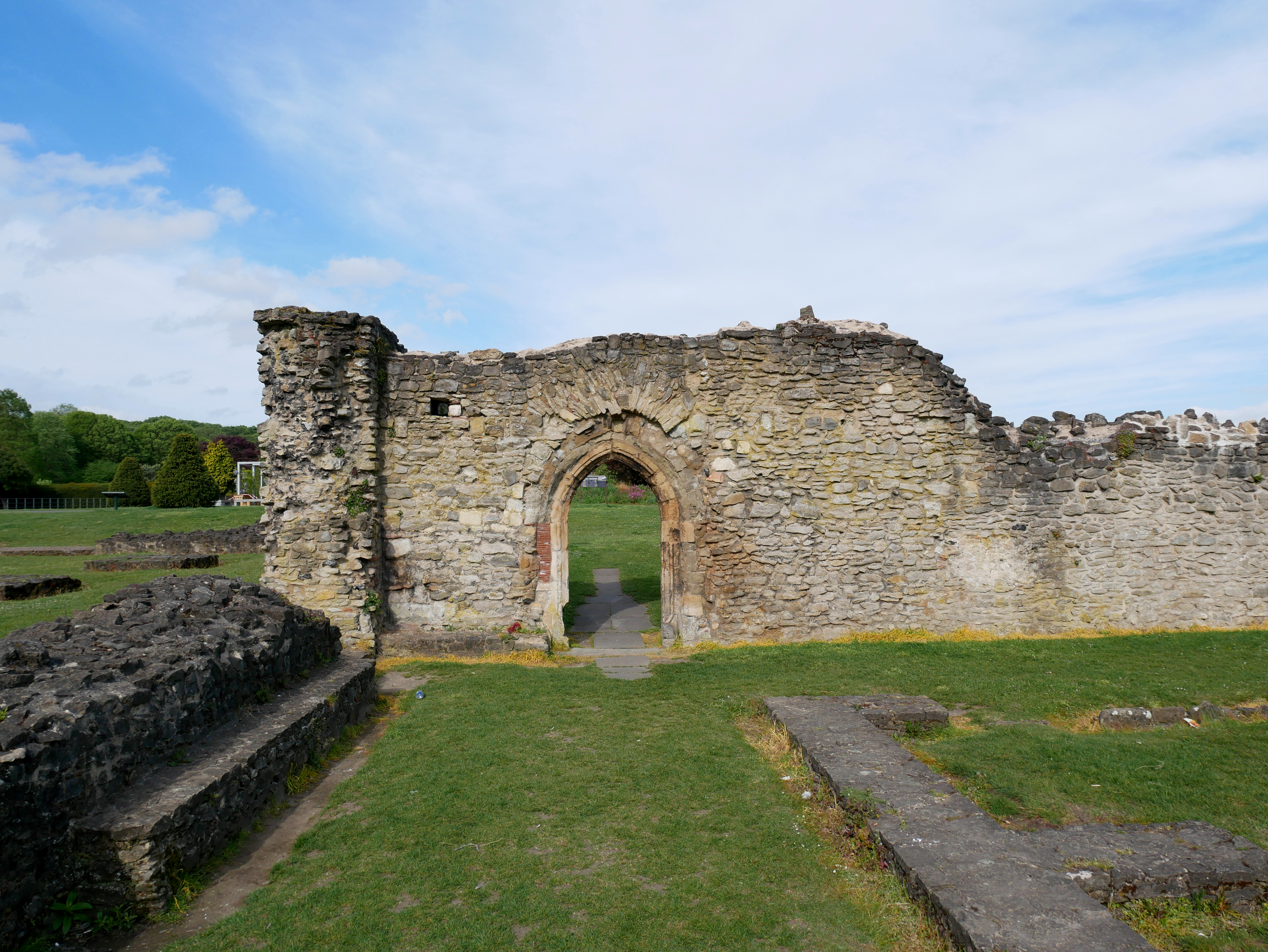
Abbey Wood lleva el nombre de las ruinas de la abadía de Lesnes, en un terreno elevado al sur de la ciudad.

La estación de tren Abbey Wood se inauguró en 1849, inmediatamente al norte del área ahora conocida como "The Village", construida donde Knee Hill se convirtió en Harrow Manorway. Los mapas contemporáneos muestran a Knee Hill como un sendero menor en comparación con un camino más importante a través del centro del bosque existente.  The Village constaba de una docena de cabañas y dos pubs, el Abbey Arms (junto a la estación de tren) y el Harrow Inn (demolido en 2009).  El Harrow Inn, que estaba ubicado en el lado Kent de Abbey Wood, era el lugar donde tocaban bandas en vivo en su sala; También fue el escenario de una migración nocturna, ya que los bebedores se trasladaban a Abbey Arms cada noche, ya que el horario de cierre en Kent solía ser a las 22.30 horas, mientras que Abbey Arms, que estaba en Londres, cerraba a las 11 en punto.
Se sugirió Abbey Wood como sitio para un cementerio al este de Londres en un momento de crisis de entierro en la capital. Cuando la estación era nueva, Edwin Chadwick propuso el cierre de todos los cementerios existentes en las cercanías de Londres, excepto el cementerio privado Kensal Green al noroeste de la ciudad, que iba a ser nacionalizado y ampliado considerablemente para proporcionar un único cementerio para el oeste. Londres, mientras que una gran extensión de tierra en el Támesis alrededor de 9 millas (14,5 km) al sureste de Londres, en Abbey Wood, se convertiría en un único cementerio para el este de Londres.  El Tesoro se mostró escéptico de que el plan de Chadwick fuera alguna vez financieramente viable y fue muy impopular.   Aunque la Ley de Entierros Metropolitanos de 1850 autorizó el plan, fue abandonado en 1852. 
La Sociedad Cooperativa Royal Arsenal (RACS) poseía dos granjas en la ladera al sur de The Village; Entre 1900 y 1930, el RACE construyó Bostall Estate. Una vez conocida como "Tin Check Island" por el sistema de dividendos de la Sociedad, y conocida localmente como "The Co-op Estate", tiene calles con nombres de temas cooperativos (Alexander McLeod, primer secretario de la RACS, Rochdale, Robert Owen, Congreso), una escuela y tiendas pero, como muchas viviendas sociales de la época, no había pubs. La vivienda es en gran medida tradicional del diseño "dos arriba, dos abajo", en el distintivo ladrillo amarillo de Londres, con jardines en la parte delantera y trasera. 

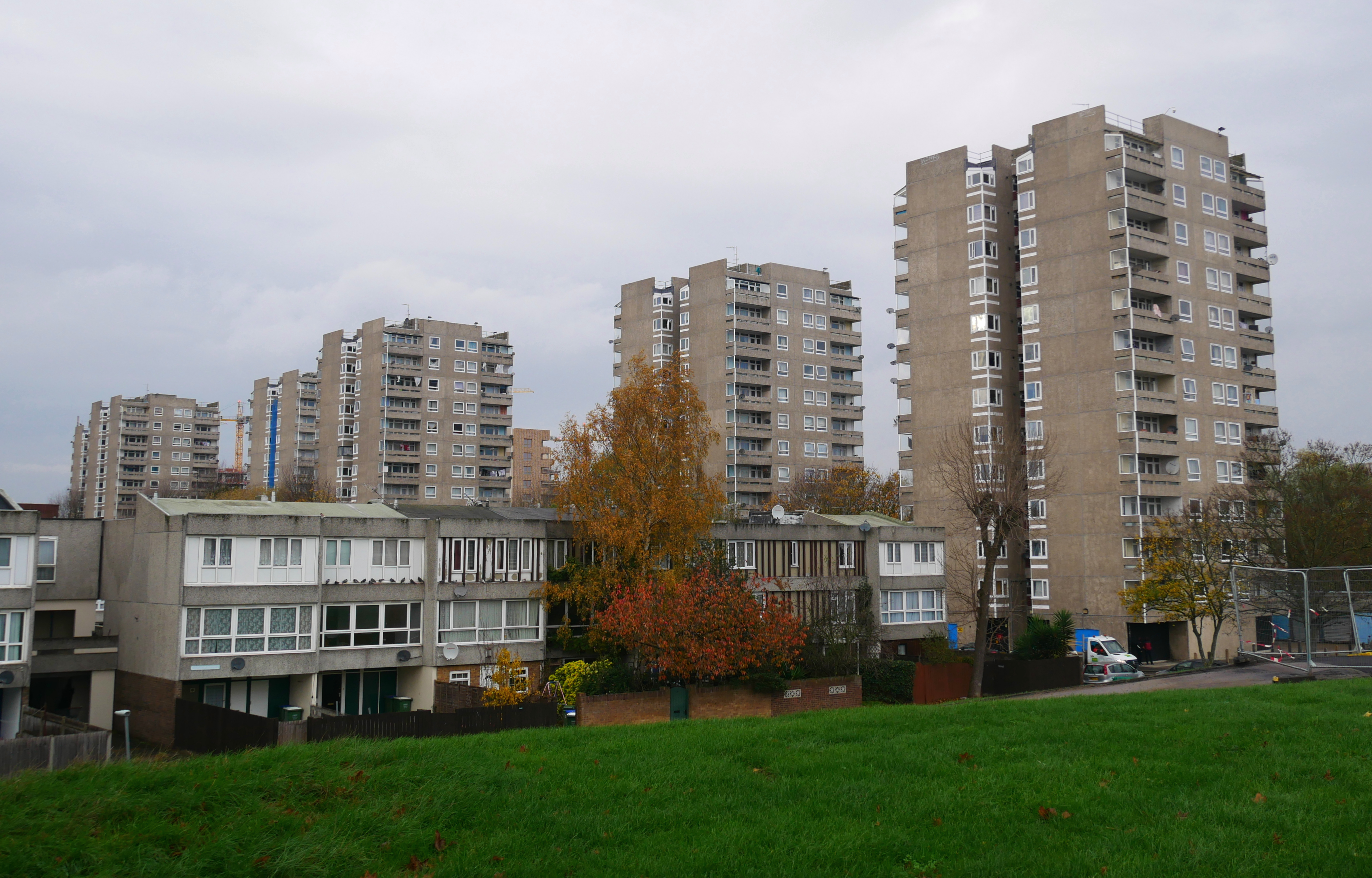
Cinco torres en Abbey Wood

Entre 1955 y 1959, el Consejo del Condado de Londres construyó Abbey Estate comenzando con una carretera al sur de la vía férrea y luego extendiéndose hacia el lado norte en la antigua zona pantanosa del Royal Arsenal. Predominantemente casas de ladrillo convencionales con jardín, al principio no había tiendas ni pubs, luego se añadieron algunas tiendas y pubs, escuelas y espacios abiertos. El transporte era inexistente al principio hasta que se añadió un autobús, la ruta 180, después de la construcción del puente Eynsham. La finca se utilizó por primera vez para realojar a personas de Dockhead y Peckham y luego del East End de Londres. La vía principal es Eynsham Drive.
A mediados de la década de 1960, el Greater London Council comenzó a construir la primera fase de Thamesmead en más terrenos del antiguo Royal Arsenal, al noreste de la estación Abbey Wood. El paso a nivel del ferrocarril original fue reemplazado por un paso elevado.
Abbey Wood se benefició de la apertura de la estación DLR en Woolwich Arsenal, mientras que la siguiente etapa en el desarrollo de la zona fue la construcción de Crossrail, un desarrollo pensado para fomentar el crecimiento de los precios de la vivienda local.  Crossrail, rebautizada como The Elizabeth Line, se inauguró en 2022, con tiempos de viaje de 11 minutos hasta Canary Wharf y 25 minutos hasta Bond Street.
El barrio de Abbey Wood en Greenwich tiene una población de poco más de 13.000 habitantes y su estación de tren recibe más de 3 millones de viajes de pasajeros al año.

## Demografía
Según el censo de 2021, Abbey Wood tiene una población de 17.700. El 35,4% de los residentes tienen entre 0 y 24 años, por encima del promedio del municipio del 31,3%. El grupo étnico más grande es el blanco, que representa el 46,3% de la población, por debajo del promedio del municipio del 55,7%, y el segundo más grande es el negro/negro británico, que representa el 33,1% de la población, por encima del promedio del municipio del 21,0%. El grupo religioso más grande en Abbey Wood es el cristianismo, que representa el 51,7% de la población, siendo el segundo más grande Sin religión, con el 24,5% de la población. 

## Lugares de interés
Los lugares de interés incluyen las ruinas de la abadía de Lesnes del siglo XII y los bosques adyacentes de la abadía de Lesnes, una reserva natural local. Parte de los bosques están designados como Sitio de Especial Interés Científico llamado Abbey Wood, que posee importantes fósiles del Paleógeno. El antiguo Bostall Woods & Heath. Bostall Woods (parte de South East London Green Chain) incluye uno de los pocos sitios para acampar y caravanas en Londres, que es propiedad de The Caravan Club y está operado por él. Los bosques cooperativos también fueron el sitio del primer campamento para Woodcraft Folk.

La iglesia parroquial de San Miguel y Todos los Ángeles se inauguró en un edificio temporal en 1905. Tres años más tarde se consagró una iglesia permanente, diseñada por Sir Arthur Blomfield, y el edificio original se convirtió en el salón de la iglesia. La estación de bombeo Victorian Crossness es otra atracción local notable.

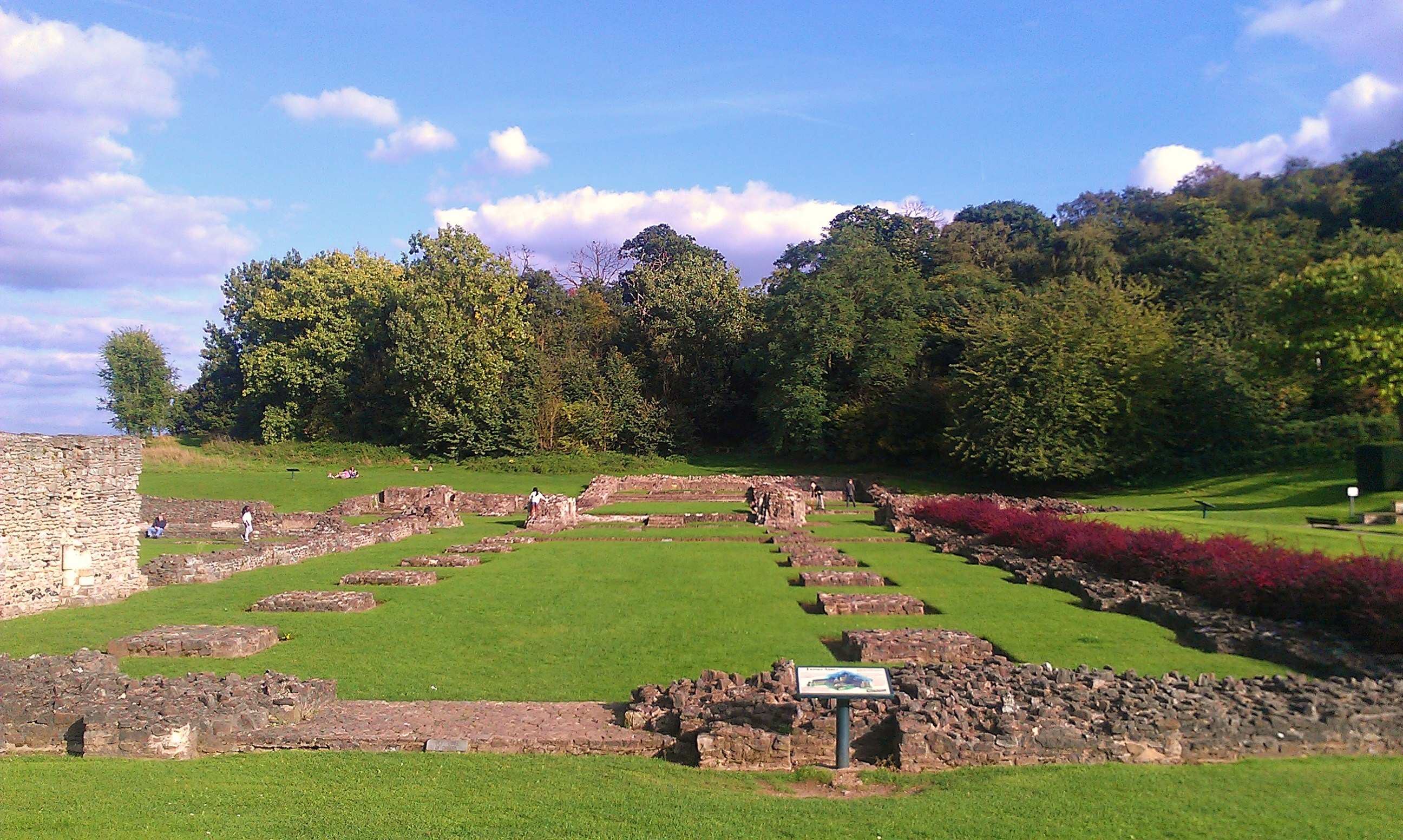
Ruinas de la abadía de Lesnes
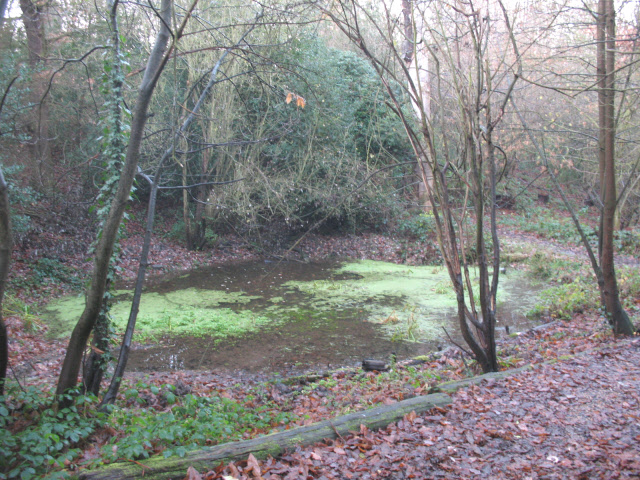
Estanque en el bosque de la abadía de Lesnes
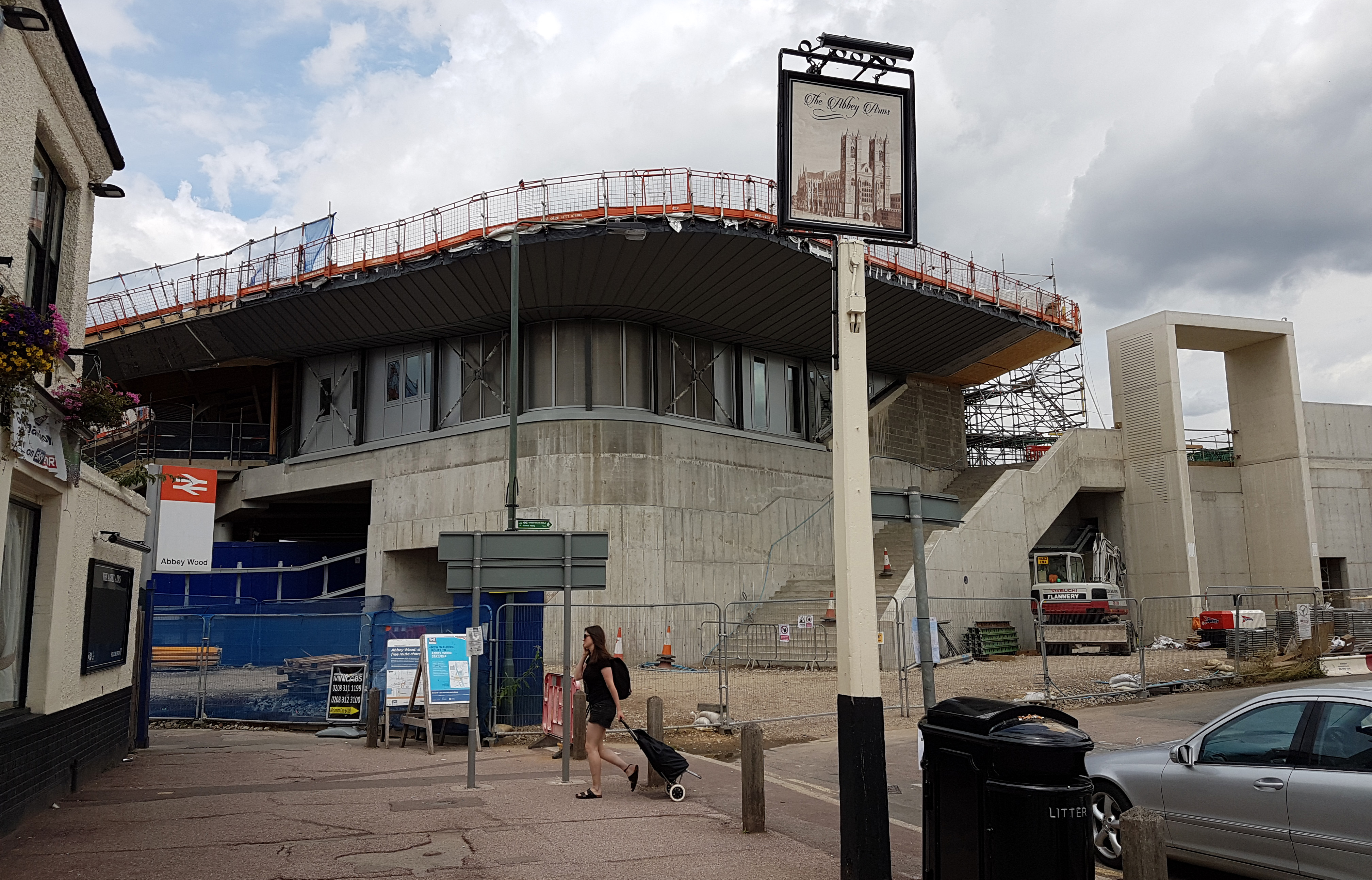
Construcción de la estación Crossrail
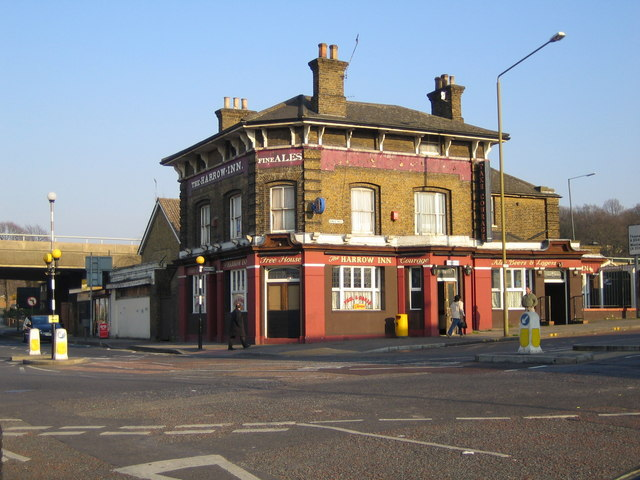
El Harrow Inn, demolido en 2009, ahora está programado para convertirse en el sitio de un edificio residencial.

## Instalaciones recreativas y parques
Abbey Wood tiene varios parques y áreas deportivas, incluidos Bostall Gardens (área de juegos, canchas de tenis y cancha de baloncesto), Bostall Heath (cancha de cricket, bolera, orientación, campo de fútbol) y Abbey Wood Park (área de juegos y campo de fútbol). También cuenta con un equipo de netball femenino Abbey Angels.  Abbey Wood Yoga ofrece clases de yoga en St Paul's Academy, Bostall Gardens y eventos emergentes en Abbey Wood y sus alrededores.

## Gente notable

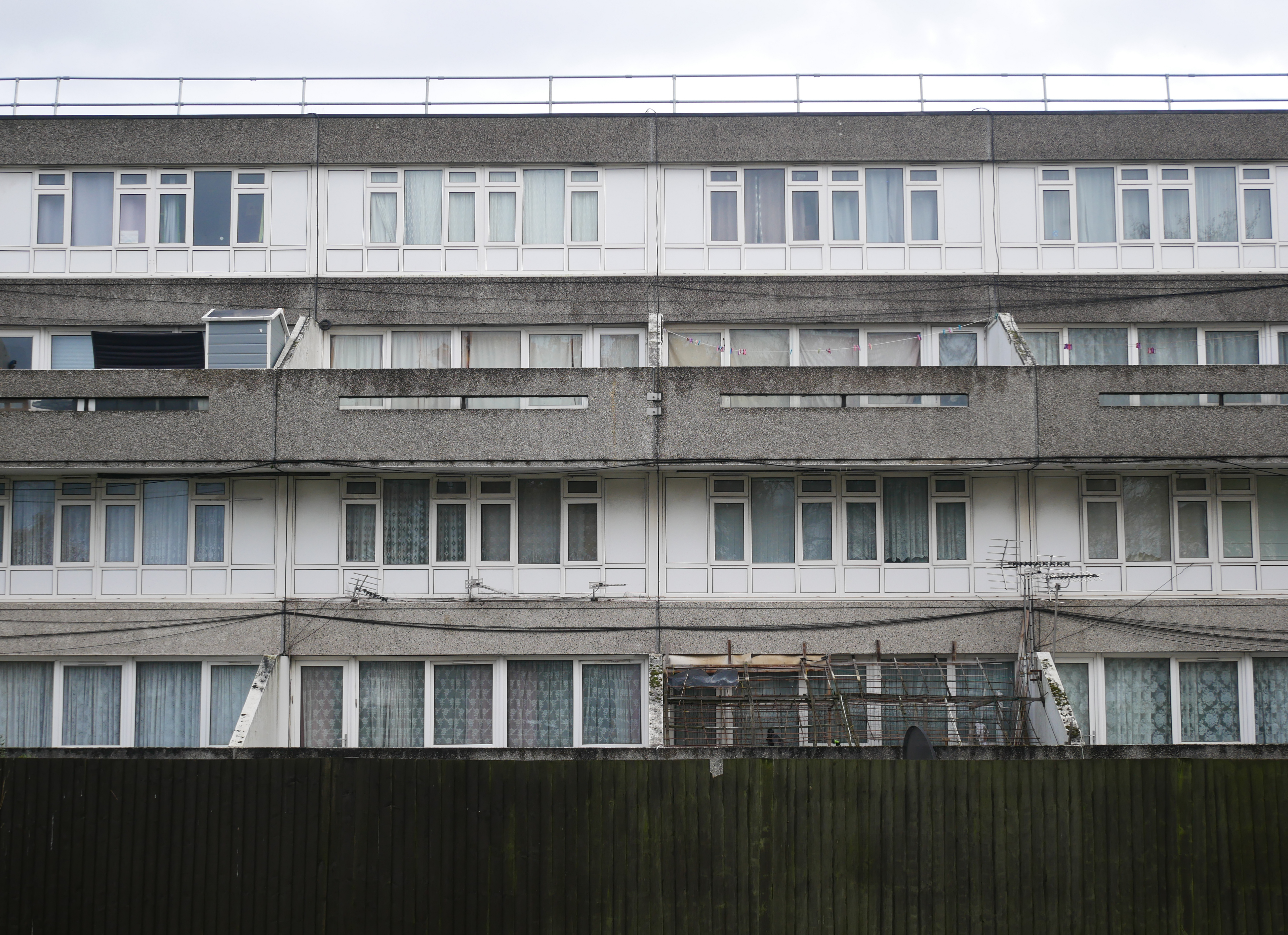
Bloque de apartamentos a lo largo de Maran Way en Abbey Wood

Sir Charles Tilston Bright, el ingeniero eléctrico británico que supervisó el tendido del primer cable telegráfico transatlántico en 1858 murió en Abbey Wood en mayo de 1888. 
El campeón de billar Steve Davis vivió en Commonwealth Way, Abbey Wood y fue a la escuela primaria Alexander McLeod y a la escuela secundaria Abbey Wood. El boxeador Julius Francis fue a la escuela primaria St Thomas a Becket y a la escuela Abbey Wood, y la corredora olímpica Jennifer Stoute también fue a la escuela Abbey Wood. El dramaturgo Jonathan Harvey también enseñó allí. Kate Bush asistió a la escuela de monjas en lo alto de Knee Hill.
Robert Napper es uno de los nombres más infames de Abbey Wood School. Condenado por dos asesinatos, un homicidio involuntario, dos violaciones y dos intentos de violación, Napper estuvo en Abbey Wood de 1977 a 1982. Es más conocido por su ataque fatal a Rachel Nickell en Wimbledon Common en 1992 y el asesinato de Samantha Bisset y su hija Jazmine de cuatro años en la casa de Bisset en Plumstead en 1993. Napper fue declarado culpable de estos delitos en diciembre de 2008 y sentenciado a permanecer recluido "indefinidamente" en el Hospital Broadmoor. También se cree que es el "violador en cadena verde", que llevó a cabo al menos 70 ataques salvajes en todo el sureste de Londres durante un período de cuatro años que finalizó en 1994.
William Morris vivía en la cercana Casa Roja, en Bexleyheath, una casa que le construyó el arquitecto Philip Webb. Morris caminaba regularmente hasta la estación Abbey Wood y una placa justo al lado de Knee Hill conmemora esta asociación.
Stewart Cochrane, director de banda de un crucero, músico de jazz, exmiembro de la banda Samson de NWOHM y autor de Chindit Special Force Burma 1944  asistió a la escuela infantil y primaria de DeLucy.

## Cultura
Time 106.8, una estación de radio local con licencia que evolucionó a partir de uno de los primeros canales de cable, Radio Thamesmead, tenía estudios en las fronteras de Abbey Wood y Plumstead y cerró en abril de 2009. Abbey Wood también acogió la primera estación de televisión por cable de Londres, Cablevision, en Plumstead High Street, cerca de Wickham Lane.

## Educación

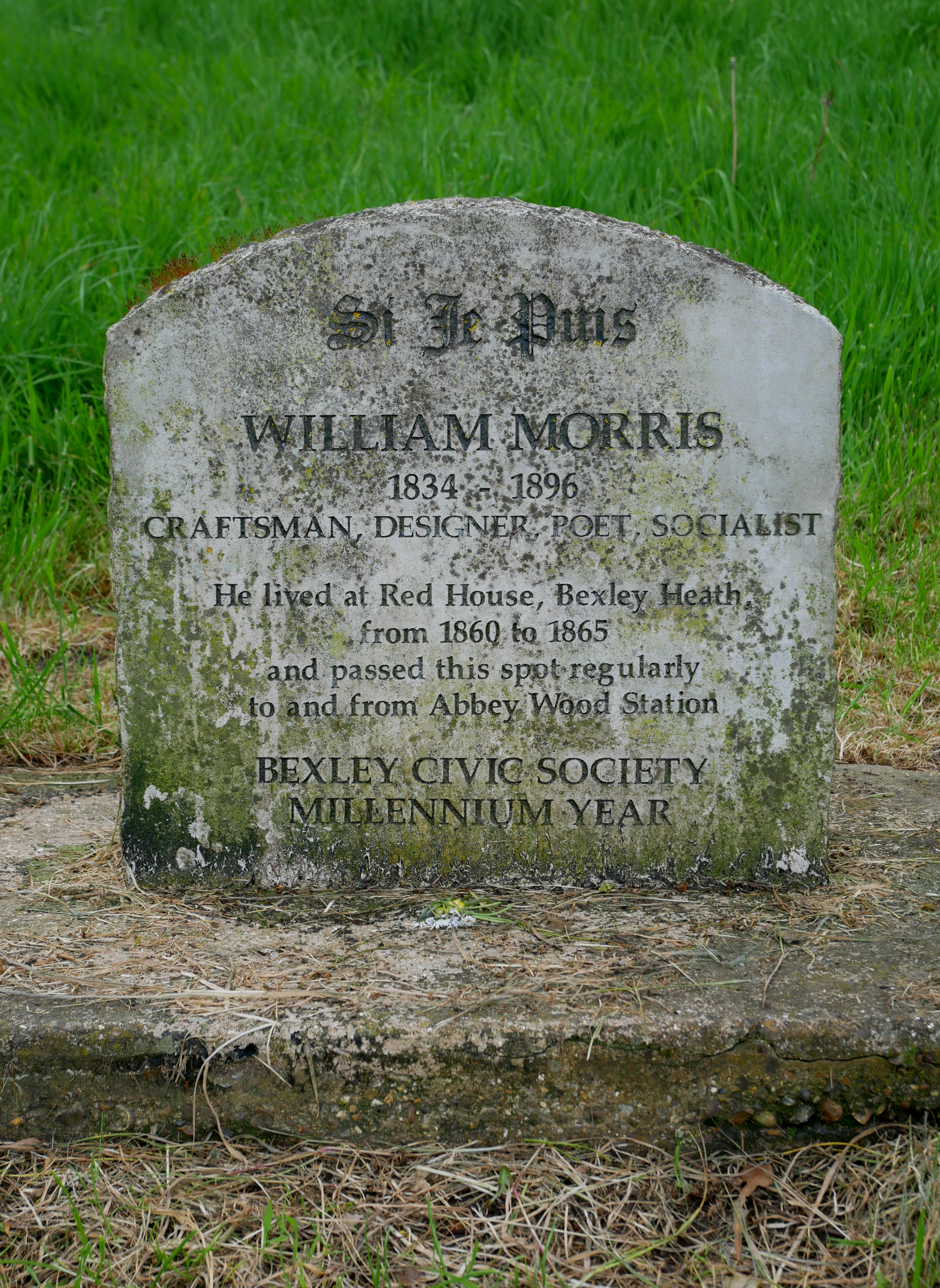
Piedra conmemorativa de William Morris en Abbey Wood

St Paul's Academy es una escuela secundaria católica ubicada en el área, en el sitio original de la escuela integral Abbey Wood. Anteriormente se conocía como St Paul's RC Secondary School, mientras estaba ubicada en Wickham Lane, antes de convertirse al estado de academia en 2005 cuando se mudó al nuevo sitio.

## Geografía
Abbey Wood limita con Thamesmead al noroeste, norte y noreste, Belvedere al este y sureste y West Heath.

## Transporte

### Autobuses de Londres
Abbey Wood cuenta con las siguientes rutas de autobuses de Londres: 
- 177 de Peckham a Thamesmead
- 180 desde Erith, Fraser Road hasta North Greenwich
- 229 desde el Hospital Queen Mary hasta Thamesmead
- 244 desde Abbey Wood hasta el Hospital Queen Elizabeth, Woolwich
- 301 del centro comercial Bexleyheath a Woolwich
- 401 desde el centro comercial Bexleyheath hasta Thamesmead
- 472 desde North Greenwich hasta Abbey Wood
- 469 del Hospital Reina Isabel a Erith
- B11 de Bexleyheath a South Thamesmead, Yarnton Way
- SL3 de Thamesmead a Bromley Norte
- N1 desde Thamesmead hasta Tottenham Court Road (autobús nocturno)

### Ferrocarril Nacional
La estación más cercana es Abbey Wood para los servicios del sureste hacia Barnehurst, Crayford, Dartford, Gillingham, London Cannon Street y Charing Cross, y los servicios Thameslink hacia Luton. La estación se convirtió en la terminal del ramal sureste de la línea Elizabeth construida por Crossrail el 24 de mayo de 2022, brindando servicios hacia London Paddington y la Terminal 5 de Heathrow.  